# Marius Bauer

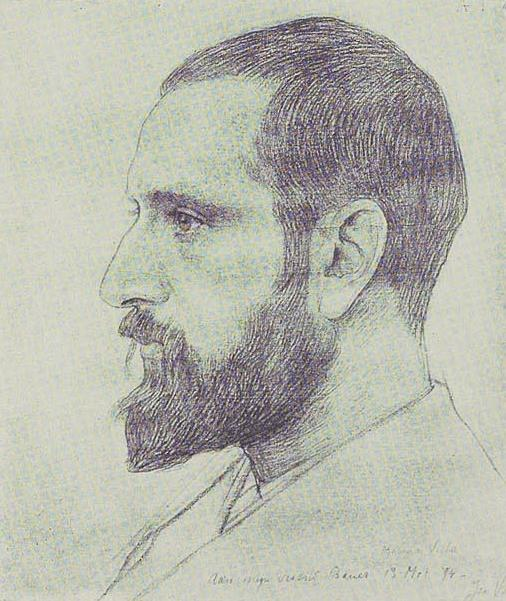
Marius Bauer, de Jan Veth, 1894.

Marius Alexander Jacques Bauer (La Haya, 25 de enero de 1867-Ámsterdam, 18 de julio de 1932) era un pintor, acuarelista y litógrafo holandés conocido por sus escenas orientalistas, muchas de ellas basadas en fotografías de Félix Bonfils.
Su padre era pintor y lo animó a interesarse por el dibujo. 
De 1878 a 1885, estudió en la Real Academia de Bellas Artes de La Haya, pero no llegó a graduarse.
En 1888, realizó un viaje a Constantinopla financiado por Van Wisselingh & Co., y más tarde otros a Marruecos, Argelia, Egipto, Ceilán y las Indias Orientales.
Colaboró con periódicos literarios como De Kroniek y expuso su obra en las exposiciones universales de 1894 y 1900.
En 1902, se casó con la pintora Jo Stumpff.

## Galería

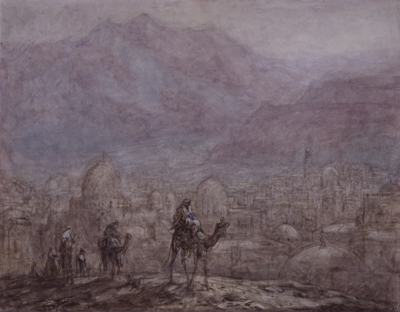
Jinetes de camellos en las montañas
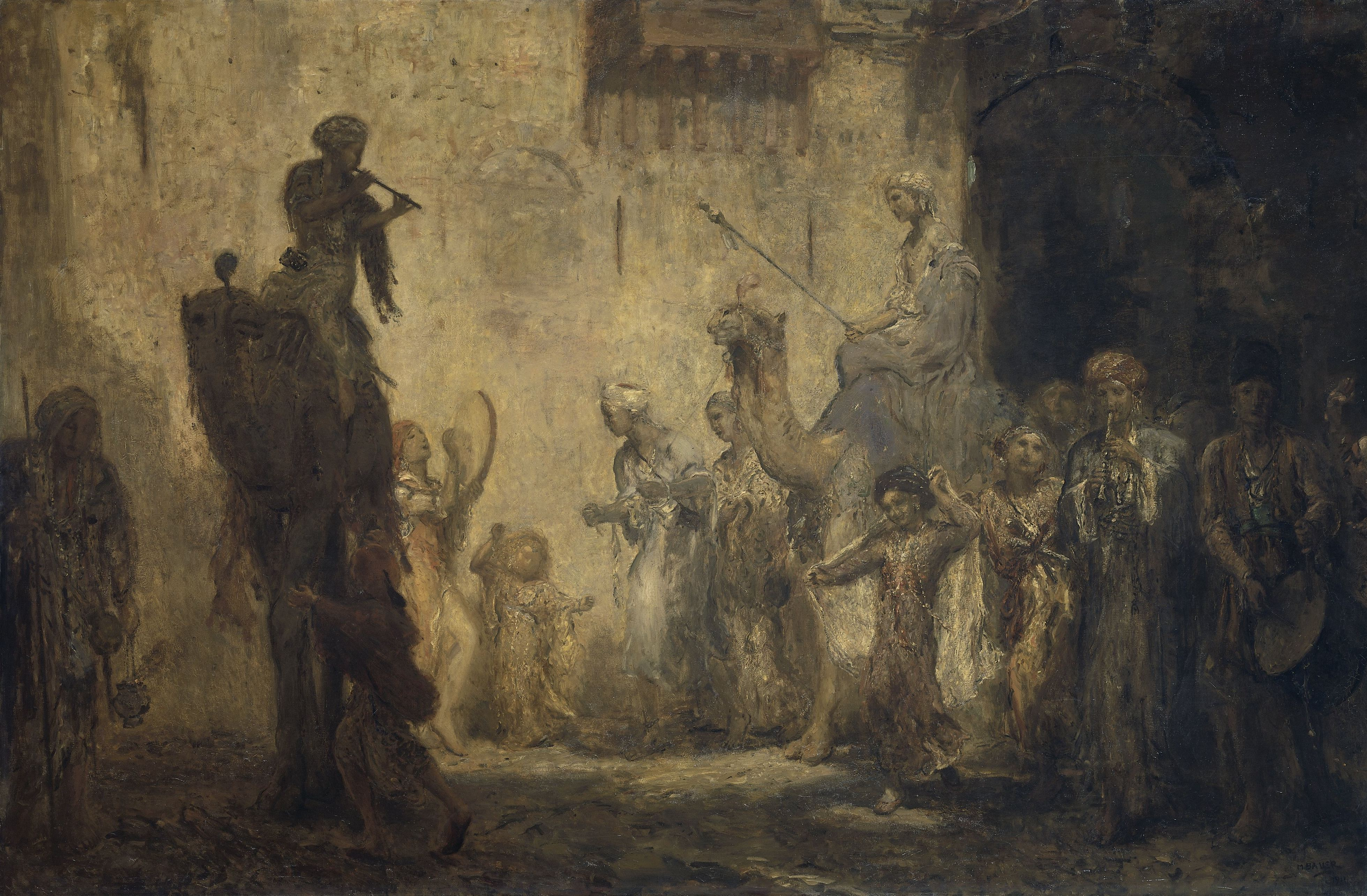
Boda oriental
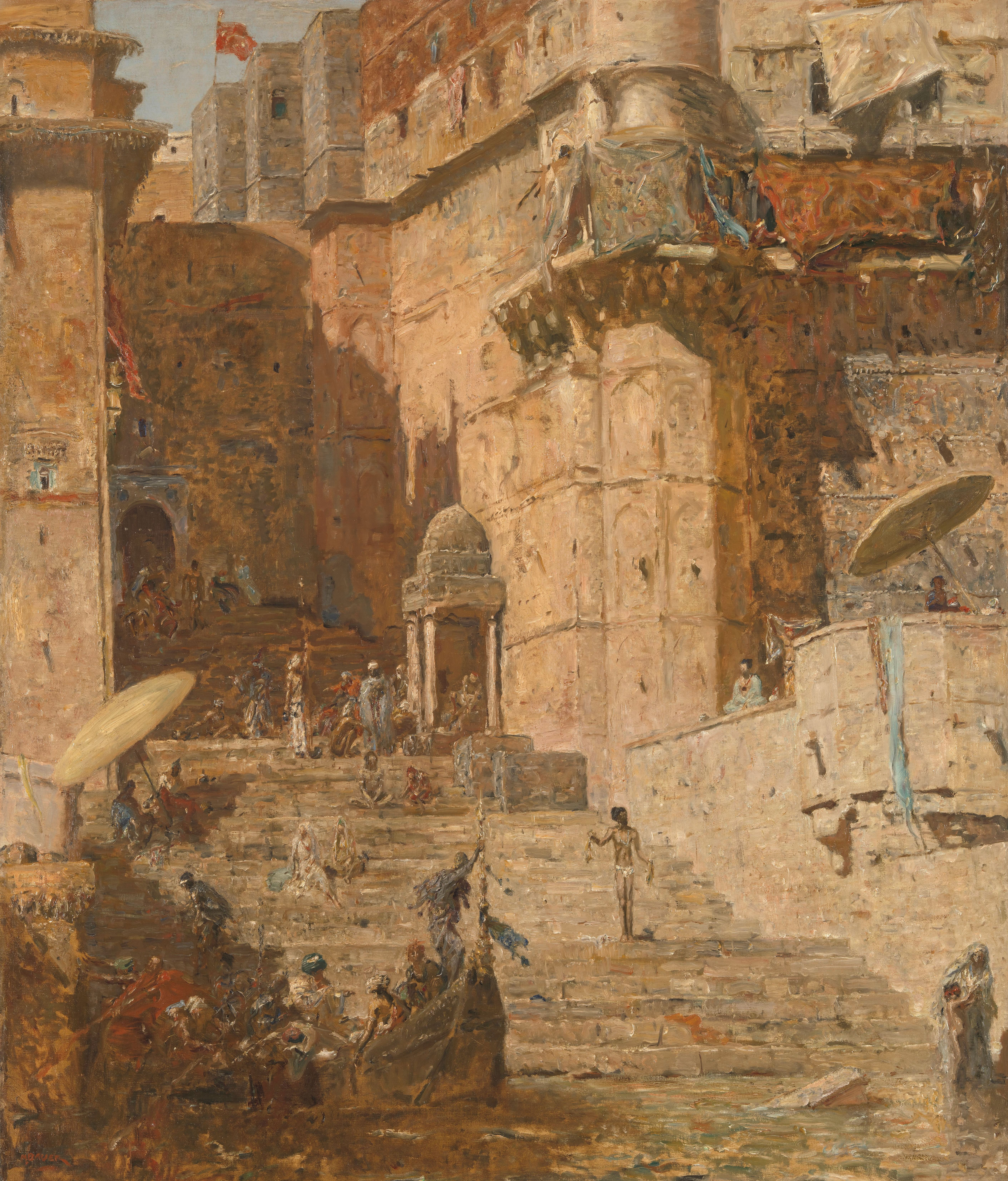
Benarés